# Iglesia de Santa Ana (Niquinohomo)
La iglesia de Santa Ana es un templo religioso católico del siglo XVII situado en Niquinohomo, departamento de Masaya, Nicaragua.

## Historia
El templo data de la época española de la Capitanía General de Guatemala. Las obras de la iglesia de Santa Ana se iniciaron en 1640, quedando concluida en 1689. Niquinohomo se encontraba en el transitado camino que comunicaba Granada con el puerto de El Realejo y con León.

## Descripción
Tiene una de las fachadas y retablo interior de época barroca mejor conservadas de Nicaragua. Su fachada consta de espadaña y remates en forma de ganchos. El interior de la iglesia es de tres naves sobre horcones. Cuenta con un retablo barroco en verde y blanco. En el altar bajo un baldaquino se encuentra una talla barroca de artesanía popular de Santa Ana con la Virgen niña. Entre las imágenes del tempo, en madera de cedro, se encuentran un Santiago y un San Joaquín. La construcción es de piedra procedente de la laguna de Apoyo, con vigas de madera de cedro.
Fue rehabilitada en 1955, llevándose a cabo grandes alteraciones. Entre las reformas llevadas a cabo a lo largo de los años se encuentra un pretil que perjudica la perspectiva de la iglesia. En 2012 se anunciaron obras de restauración para recuperar los daños causados por la humedad y la polilla.
La ciudad es Patrimonio Histórico de la Nación desde 2002.

## Festividades
El templo acoge las celebraciones religiosas de Semana Santa, donde destaca la procesión de Jesús Resucitado el Sábado de Gloria y el tradicional Tope, procesión de María Auxiliadora, Purísima Concepción en diciembre, y las fiestas patronales de Santa Ana del 10 al 26 de julio.